# Concelho
Concelho es una división administrativa de algunos países lusófonos como Portugal, Mozambique o Cabo Verde. Equivale al municipio o concejo de los países hispanoparlantes y suele estar dividido en freguesias (parroquias). Se pronuncia tal como si en castellano se escribiera conseliu. En gallego se escribe concello.

## Portugal
Portugal tiene 308 municipios (concelhos).

## Mozambique
En la organización territorial de Mozambique los concelhos pasaron a llamarse distritos, que a partir de 1998 se solaparon con los municipios. Desde 2013 Mozambique tiene 53 municipios. 

## Brasil
En Brasil no se usa la palabra concelho en la actualidad. Brasil posee 5.568 municipios en 26 Estados más un Distrito Federal. El municipio más poblado de Brasil es São Paulo, con 12.325.232 habitantes estimados en 2020, en una superficie de 1.521,110 km².